# Піщаний тигр індійський
Піщана акула індійська (Carcharias tricuspidatus) — акула з роду Піщаний тигр родини Піщані акули. Інша назва «блакитна піщана акула».

## Опис
Загальна довжина досягає 3,7 м. Зовнішністю схожа на Carcharias taurus, відмінності від якої незначні. З огляду на це розглядається думка щодо об'єднання цих видів. Голова велика. Морда округла, чим відрізняється від Carcharias taurus. Очі маленькі, без додаткової повіки. Губні складки відсутні. Рот довгий, доволі великий, постійно трохи відкритий. Зуби іклоподібні, зігнуті. Розташовані хаотично. У неї 5 пар зябрових щілин. Тулуб масивний. Грудні плавці широкі. Має 2 однакових спинних плавців. Передній спинний плавець розташовано позаду грудних плавців. Анальний плавець майже дорівнює задньому спинному плавцю. Хвостовий плавець гетероцеркальний, на верхній лопаті є «вимпел».
Забарвлення спини коливається від світло-коричневого до жовто-сірого кольору з блакитним відливом. На спині та боках присутні невеличкі темно-коричневі плями, що щезають з віком. Черево білувате.

## Спосіб життя
Тримається в припливній зоні біля дна і, як правило, зустрічається на невеликій глибині до 2 м. Досить повільна і неповоротка, особливо в денний час. Більш активна вночі. Є надзвичайно ненажерливою акулою. Під час полювання збирається у невеличкі групи. Живиться невеличкою костистою та хрящовою рибою, головоногими молюсками.
Це яйцеживородна акула. Спостерігається внутрішньочеревний канібалізм.
Є небезпечною для людини.

## Розповсюдження
Представлена окремими ареалами в Індійському океані: біля берегів східної Африки, Таїланду, Індонезії, західної Австралії; в Тихому океані: біля островів Калімантан, Ява, Сулавесі, Нова Гвінея.